# IC 1735
IC 1735 — галактика типу S0 (спіральна галактика) у сузір'ї Трикутник.
Цей об'єкт міститься в оригінальній редакції індексного каталогу.